# Concordat de 1851
El Concordat de 1851 va ser un tractat signat entre Espanya i la Santa Seu. En aquesta data, l'aleshores president del Consell de Ministres espanyol Juan Bravo Murillo, d'acord amb la reina Isabel II va tractar de complir un vell objectiu del Partit Moderat: el restabliment de les relacions Església-Estat a través de la signatura d'un concordat.
Al llarg del segle xix, des de les Corts de Cadis fins a Mendizábal s'havia succeït un procés accelerat de desamortització dels béns eclesiàstics. Aprofitant el moment propici de la Dècada Moderada que en 1845 ja havia aprovat la Llei de Donació de Culte i Clergat que restituïa a l'església catòlica en els béns desamortitzats i no venuts, va aprovar i va signar amb el papa Pius IX un concordat pel qual l'Estat espanyol reconeixia a l'Església catòlica com l'única de la "nació espanyola" així com els seus drets a posseir béns.

## Contingut
En primer lloc, es va reafirmar la "unitat catòlica" i, per tant, la confessionalitat de l'Estat, que ja establia l'article 11 de la Constitució Espanyola de 1845 ("La religió de la Nació espanyola és la Catòlica, Apostòlica, Romana. L'Estat s'obliga a mantenir el culte i els seus ministres") que alhora havia modificat la redacció menys rotundament confessional de la Constitució Espanyola de 1837 ("La Nació s'obliga a mantenir el culte i els ministres de la Religió Catòlica que professen els espanyols").
| « | Article 1.la religió catòlica, apostòlica, romana, que a exclusió de qualsevol altre culte continua sent l'única de la nació espanyola, es conservarà sempre en els dominis de S. M. Catòlica amb tots els drets i prerrogatives que ha de gaudir segons la llei de Déu i el que es disposa pels sagrats cànons. | » |

En segon lloc, es va reconèixer el dret de l'Església Catòlica a fiscalitzar l'ensenyament no només dels col·legis religiosos sinó també de les escoles públiques (i així va quedar reflectit en la Llei Moyano de 1857), encara que no es va arribar a acceptar la pretensió de l'Església que aquesta controlés també el nomenament de mestres i professors i aprovés els llibres de text, tant en centres públics com a privats.
| « | Article 2. En la seva conseqüència la instrucció a les Universitats, Col·legis, Seminaris i Escoles públiques o privades de qualsevol classe, serà en tot conforme a la doctrina de la mateixa religió catòlica; i a aquesta fi no es posarà impediment algun als bisbes i altres prelats diocesans encarregats pel seu ministeri de vetllar sobre la puresa de la doctrina de la fe i dels costums, i sobre l'educació religiosa de la joventut en l'exercici d'aquest càrrec, inclús a les escoles públiques | » |

En tercer lloc, l'Església va conservar la jurisdicció pròpia sobre els seus membres, així com la capacitat de censura.
| « | S. M. i el seu reial govern dispensaran així mateix el seu poderós patrocini i suport als bisbes en els casos que li demanin, principalment quan hagin d'oposar-se a la maldat dels homes que intentin pervertir els ànims dels fidels i corrompre els costums, o quan hagués d'impedir-se la publicació, introducció o circulació de llibres dolents i nocius (...) | » |

En quart lloc, es va reconèixer el dret de l'Església a adquirir i posseir béns que ja no serien objecte de desamortització:
| « | Article 41. A més l'Església tindrà dret a adquirir per qualsevol títol legítim, i la seva propietat i tot el que posseeix ara o adquirís d'ara endavant serà solemnement respectada | » |

En cinquè lloc, es va permetre l'existència de tres ordes religiosos masculines, la de Sant Vicenç de Paül i la de Sant Felip Neri més una tercera "a determinar" (Article 29) i quant a les femenines es permetien expressament les Filles de la Caritat i altres ordes que al costat de la "vida contemplativa reuneixen l'educació i ensenyament de les nenes o d'altres obres de caritat" (Article 30).
Finalment, es va reconèixer el dret a crear centres educatius religiosos, la qual cosa va ser recollit en l'article 153 de la Llei Moyano, que va establir que el Govern podia autoritzar l'obertura de col·legis als ordes de religiosos i religioses legalment establertes a Espanya i l'objecte de les quals fos l'ensenyament.
A canvi, l'Església Catòlica va confirmar el reconeixement d'Isabel II com a reina d'Espanya, ja que des de 1833 es va mantenir en una posició "neutral" en el plet dinàstic entre carlins i isabelins i no va arribar a reconèixer com a reina legítima a Isabel fins a vuit anys després d'acabada la primera guerra carlina (1833-1840).
Així mateix l'Església acceptava la desamortització efectuada fins llavors i aixecava les condemnes eclesiàstiques efectuades en el seu moment contra l'Estat i les seves institucions a causa d'aquestes.
| « | Article 42. A aquest supòsit, atesa la utilitat que ha de resultar a la religió d'aquest conveni, el Sant Pare, a instàncies de S. M. catòlica, i per proveir la tranquil·litat pública, decreta i declara que aquells que durant les passades circumstàncies haguessin comprat en els dominis d'Espanya béns eclesiàstics, al tenor de les disposicions en aquell temps vigents, i que estiguin en possessió d'ells, i aquells que hagin succeït o succeeixin en els seus drets als esmentats compradors, no seran molestats en cap temps ni manera per La seva Santedat ni pels Summes Pontífexs, els seus successors, ans al contrari, així aquells com els seus causa-havents, gaudiran segura i pacíficament la propietat d'aquests béns i els seus emoluments i productes | » |

El tractat, a més, fixava el nombre de diòcesis que existirien a Espanya, lleugerament inferior al nombre de seus episcopals (ocupades o vacants) existents en aquell moment.

## Conseqüències
Amb la signatura del Concordat de 1851 l'Església Catòlica va recuperar gran part del poder social i ideològic perdut amb la Revolució Liberal. Vuit anys després de la seva signatura hi havia a Espanya 41 convents de religiosos (amb 719 frares professos) i 866 convents de religioses (amb 12.990 monges professes).